# Dellach, Šentvid ob Glini
Dellach je naselje v Občini Šentvid ob Glini v Okraju Šentvid ob Glini na Koroškem v Avstriji.